# K6리그 부산
K6리그 부산(K6 League Busan)은 대한민국 부산광역시에서 진행되는 축구 대회이다.

## 역사
2018년에 ' 디비전 - 6 부산광역시 리그'라는 이름으로 시작되었다. 2018년 시즌부터 1개 지역에 6개의 선수단이 참여하고있다.

## 시즌별 결과
| 시즌   | 권역 | 참가 | 우승           | 준우승               | 승격                 | 강등 | 비고 |
| ------ | ---- | ---- | -------------- | -------------------- | -------------------- | ---- | ---- |
| 2018년 | 1개  | 6팀  | 부산 서구 토성 | 부산 부산진구 북부산 | 부산 부산진구 북부산 |      |      |
| 2019년 | 1개  | 6팀  |                |                      |                      |      |      |

## 같이 보기
- K6리그